# Main Street Capital
Die Main Street Capital Corporation (MAIN) ist ein amerikanisches Finanzdienstleistungsunternehmen, das an der New York Stock Exchange notiert. Das Unternehmen ist eine Business Development Company, das darauf spezialisiert ist, Eigenkapital und Fremdkapital für kleine und mittlere Unternehmen zur Verfügung zu stellen.

## Geschichte
Main Street Capital wurde 1997 gegründet. Das Unternehmen ging am 5. Oktober 2007 an die Börse NASDAQ, wobei der Emissionskurs bei 15 US-Dollar lag. 2008 wurden sie in den Russell Microcap Index aufgenommen und im Jahr darauf wurde MAIN schließlich in den Russell 3000 Index aufgenommen. Seit dem Jahr 2010 ist das Unternehmen an der New York Stock Exchange gelistet. Im Jahr 2012 erreichte Main Street Capital das erste Mal eine Marktkapitalisierung von über einer Milliarde US-Dollar.